# Medik
Medik v češtině znamená student medicíny na lékařské fakultě univerzity.
V Českých zemích dříve studenti medicíny v polovině studia získávali titul MUC. (medicinae universae candidatus).

## Sdružování mediků
Pražští medici se sdružují ve Spolku mediků českých, který navazuje na "Spolek českých mediků" založený na pražské univerzitě v roce 1868 pro podporu českého jazyka při výuce medicíny.